# Sauris quassa
Sauris quassa är en fjärilsart som beskrevs av Louis Beethoven Prout 1932. Sauris quassa ingår i släktet Sauris och familjen mätare. Inga underarter finns listade.